# Mert eljöttetek (Lost)
2009. január 21-én került először adásba az amerikai ABC csatornán a sorozat 84. részeként. Damon Lindelof és Carlton Cuse írta, és Stephen Williams rendezte. Az epizód multicentrikus.
|  | Alább a cselekmény részletei következnek! |

## Az előző részek tartalmából
Az Oceanic Six tagjait hazatérésük után tisztelet övezte, de a dolgok pár év múlva gyökeresen megváltoztak. Sayid kiszabadította Hurley-t az elmegyógyintézetből, hogy egy biztonságos helyre vigye. Sun szövetséget kötött Charles Widmore-ral, hiszen közös érdekeik vannak. Jack közölte Kate-tel, vissza kell térniük a Szigetre, de a nőt ez nem érdekelte. Ben meglátogatta Shephardöt, és felajánlotta segítségét a visszautazáshoz, amihez az Oceanic Six összes tagját össze kell szedniük. Ráadásul a halott John Locke-ot is magukkal kell vinniük.

## A folytatás
Sziget, 1970-es évek vége: Reggel 8 óra 15 perc. Egy óra felébreszt egy házaspárt. A feleség hallja, hogy a gyerekük sír, a férj pedig felkel, hogy elintézze napi tennivalóit. Felrak egy lemezt, megeteti a kisgyereküket, tisztálkodik, végül pedig felöltözik, és kilép a házból. Láthatjuk, hogy a Barakkokban vagyunk. A férfi belép egy kisebb épületbe, ahol már kamerákkal várják. Beül a fotelbe, ekkor láthatjuk, hogy ő Dr. Pierre Chang, a Dharma Kezdeményezés útmutató videóinak állandó főszereplője. Most éppen a 2-es számú állomás, azaz a Nyíl kisfilmjét forgatják le, amiből kiderül, hogy az építmény célja védelmi stratégiák kifejlesztése, valamint az ellenséges bennszülöttekről való információszerzés. A felvételt félbeszakítja egy Dharma-munkás, aki közli Changgel, hogy baj van az Orchidea állomáson. Egy kisbusszal eljutnak az éppen épülő bunkerhez. Odalent a műszakvezető fogadja Changet, és röviden vázolja a helyzetet: Miközben az utasításoknak megfelelően fúrták a sziklafalat, a fúrók leégtek, az egyik emberük pedig megőrült, és vérző orral összeesett. Ultrahanggal megvizsgálták a falat, ami mögött 20 méterrel egy kamra van, benne valami kerékszerűséggel. A vezető szerint dinamittal berobbanthatnák a falat, de ezt Chang nem támogatja, mert kiszabadulhatna az energia, amit egyébként többek között időutazásra használhatnának. Éppen ezért leállítja a munkálatokat, majd távozik. Az egyik járatban nekiütközik egy embernek, aki éppen a baleset helyszínére tart. Az illető felemeli fejét, így láthatjuk az arcát. Ő nem más, mint Daniel Faraday.

## Külvilág, 2007
Jack még mindig a halott Locke-ot bámulja. Ben visszatér a terembe, és megkéri, hogy segítsen neki berakni a koporsót a furgonba, ezt követően pedig elmennek Hurley-ért és a többi barátjáért. Shephard közli, ők már nem a barátai. Elgondolkodva felteszi magának a kérdést, hogyan jutottak el idáig, miért kell ezeknek a szomorú dolgoknak megtörténniük? Linus válaszol, hogy azért, mert eljöttek. Következő mozdulataként lecsapja a koporsó fedelét.
Jack leborotválja szakállát, Ben pedig előkészít neki egy öltönyt, közben nagy vonalakban elmondja a tervük egy részét. A doki leül az ágyra, és megkérdezi, mikor találkozott utoljára John-nal. Linus elmondja, hogy az Orchidea állomáson, mikor elnézést kért tőle a rengeteg általa okozott gondért. Ezt követően Benjamin teszi fel kérdését, mivel tudni szeretné, mit mondott Jack-nek Locke, ami miatt hinni kezdett neki. Shephard elmeséli a történetet: Sawyer, Juliet, mindenki a hajóról és mindenki, akiket hátrahagytak, meghalnak, ha ő nem tér vissza. Ben furcsán néz a dokira, és megkérdezi, John említette-e, mi történt velük, miután elköltöztették a Szigetet. Jack nemmel válaszol, erre pedig Linus úgy reagál, hogy akkor valószínűleg sosem tudják meg az igazságot.

## A Sziget, 2004
Újra átélhetjük a Sziget elköltöztetésének pillanatait. A hegyek közül fülsüketítő zaj kíséretében vakító fény szűrődik ki, ami lassan befedi az egész eget. Locke eltakarja szemét, ezt teszik a körülötte lévő Többiek is.

## Sziget, 2001 és 2002 között
A fény eltűnik, John körülnéz. Zuhogó esőben találja magát, a közelében pedig nincs egy lélek sem. A motorcsónakon lévők is együtt mozdultak el a Szigettel, mivel még a hatósugáron belül voltak. A parton Sawyer és Juliet azon tanakodnak, mi történhetett. Hamarosan meglátják Bernardot, aki a feleségét keresi. Pár pillanat múlva Rose is megjelenik, ő a templomnál volt. James azt tanácsolja, menjenek vissza a táborhoz, ott megbeszélik a dolgokat. Ekkor Bernard közli, hogy nincs semmiféle tábor, ezt pedig be is bizonyítja. A területet, ahol korábban a sátraik álltak, most csak homok és növények fedik, minden eltűnt. Daniel visszatér a partra, és pontosít a fogorvos kijelentésén: a tábor nem tűnt el. Megkéri a túlélőket, hogy vigyék valami ember által építetthez. Juliet a Hattyú bunkerre gondol, igaz, azt már felrobbantották, de a célnak megfelel. Faraday már indulna is, ám Sawyer visszatartja, hogy megtudja, miről van szó, egyébiránt pedig szeretné azt is tisztázni, hova tűnt a tábor. Dan most kicsit bővebben fejti ki elméletét: a tábor nem tűnt el, csak még nem építették meg.

## Külvilág, 2007
Kate ennivalót készít Aaronnak, mikor csöngetnek az ajtón. Két férfi az egy ügyvédi irodából, a megbízójuk kérésének értelmében vérmintát szeretnének Austentől és Aarontól, hogy megbizonyosodjanak rokoni kapcsolatukról. Kate elküldi őket, aztán sietve összepakol pár dolgot magának és fiának. Felkapja a gyereket, és elindul vele otthonról.

## Sziget, 2001 és 2002 között
Sawyer és Daniel között nézeteltérés alakul ki a Hattyú felé tartó úton, ugyanis előbbi nem bízik a fizikusban. Dan ecseteli, hogy nem tudná érthetően elmagyarázni a kvantumfizikát, James pedig nem bírja tovább, lekever neki egyet. A pofon használt, Faraday egy egyszerű hasonlattal írja le az eseményeket: A Sziget egy bakelitlemez a lejátszón, ami most Bennek köszönhetően kihagy, mivel kimozdultak az időből. Megkérdezi, hogy mindenkit megszámoltak-e, erre Ford rájön, hogy Locke nincs velük.
John éppen egy domboldalon mászik fel. Amint felért a tetőre, fura zajt hall. Körülnéz, és csak arra van ideje, hogy lehajoljon, mivel egy zuhanó kisrepülőgép kicsivel a feje fölött zúgott el. A gép a völgyben landol sűrű füstfelhő kíséretében. A kopasz észrevesz egy hibátlan Szűz Mária szobrot, amiből Mr. Eko gépében is volt rengeteg. Lesétál a repülő zuhanási pontjához, az általunk már jól ismert sziklafal tetejére. Túlélőket keresve kiabál, végül úgy dönt, felmászik a gyökerek segítségével. Pár méter mászás után valaki a keze mellé lő. A harmadik töltény már Locke lábát találja el, aki lezuhan. A fák közül a felfegyverkezett Ethan bukkan elő, aki azt hiszi, Locke a kisrepülő utasa volt. A földön fekvő férfi próbálja bizonyítani igazát, elmondja, hogy ismeri Ethant, és hogy Ben Linus őt jelölte ki a Többiek új vezetőjének. Rom nem hiszi el neki ezt, ezért újabb lövésre emeli puskáját. Ekkor ismét megjelenik a vakító fény, a fegyveres támadó eltűnik, John pedig fényes nappalból sötét éjszakába kerül. A Hattyúhoz tartó csapattal is ugyanez történik, ám Daniel még mindig nem tudja, hol vannak az időben.

## Külvilág, 2007
Sun egy Los Angelesbe tartó repülőre váltana jegyet. A jegykiadó hölgy az útlevél láttán szól a biztonságiaknak, akik hátrakísérik, és bezárják egy szobába. Sun követeli, hogy engedjék el, ekkor azonban a hátsó ajtón belép Charles Widmore. Közli, hogy azért zárta be, mert szemtelen módon fényes nappal az üzlettársai előtt kereste fel. Mivel nem szeretné, hogy Ms. Kwon lekésse a repülőjét, egyből a tárgyra tér, s megkérdezi, mi is a bizonyos közös szándékuk. Sun mindenféle kertelés nélkül kimondja, hogy mindketten Benjamin Linus halálát kívánják.
Jack úgy érzi, felkészült Hurley meglátogatására. Ben éppen a híreket nézi, és látja, hogy a Santa Rosa Elmegyógyintézetnél gyilkosság történt, amivel egy megszökött beteget, Hugo Reyes-t gyanúsítanak. Linus szerint változtatniuk kell a tervükön.
Hurley és Sayid egy gyorsétteremnél várakoznak rendelésükre. Miután megkapták a csomagot, gyorsan elhajtanak a búvóhelyre. A gangon sétálva Hugo érdeklődik, miért is paranoiás iraki barátja. Jarrah elmondja, hogy az elmúlt 2 évben Bennek dolgozott, ezen idő alatt pedig megtanult pár dolgot megbízójáról. Éppen ezért megkéri Reyes-t, ha valaha is találkozik vele, pont az ellenkezőjét tegye, mint amit kér. Időközben elérték a biztonságosnak ítélt lakást, ám Sayid az ajtóra tapasztott ragasztószalagról rájön, valaki megelőzte őket. Valóban, egy fegyveres rögtön az irakinak esik, de akciója nem tart sokáig, pár pillanat múlva már a mélybe zuhanva üvölt. Egy másik fegyveres is rátámad Jarrah-ra, néhány nyugtatólövedékkel el is találja. Sayid nem terül ki, védekezik, és amint a megfelelő helyzetbe kerül, belelöki támadóját a mosogatógépből kiálló késekbe. Reyes még mindig kint áll a korlátnál, de elköveti azt a hibát, hogy felveszi a ledobott ember pisztolyát, és a korláton keresztülhajolva kinéz. A bámészkodó emberek közül egy le is fotózza őt. Sayid összeesik, Hurley-nek kell lesegítenie az autóba. Menet közben Hugo megjegyzi, hogy sosem kellett volna elhagyniuk a Szigetet.

## Sziget, 2004. december 30. után
Danielék elérik a Hattyú bunker kráterét. A romokból ítélve valamikor a létesítmény felrobbanása után lehetnek. Sawyer egyből kapcsol, hogy így valószínűleg a táboruk is a helyén van, így már indulna is visszafelé. Juliettel együtt abban reménykedik, hogy talán a helikopter még nem szállt fel, figyelmeztethetik társaikat a veszélyre. Faraday azonban felvilágosítja őket, hogy a múltat nem tudják megváltoztatni. Az idő olyan, mint egy utca: előre és hátra is tudnak benne haladni, de új utcát nem nyithatnak, mert kudarcba fulladna minden egyes próbálkozásuk. James ezt megérti, de az még érdekelné, hogy honnan tud ennyit a fizikus ezekről a dolgokról. Dan előveszi naplóját, és elmondja, egész felnőttkorát a tér-idő tanulmányozásával töltötte, mellesleg pedig a Dharma Kezdeményezésről is tud mindent, tehát azt is tudja, mi történik a Szigeten.
Locke odabiceg a már lezuhant kisrepülőhöz, és az egyik biztonsági övből szorító kötést csinál. Nekitámaszkodik egy sziklának, ekkor meglátja, hogy egy fáklyás ember közeledik felé. Az idegenben nemsokára felismer Richardot, aki orvosi felszerelésekkel érkezett a segítségére. Megkérdezi, honnan tudta, hogy itt lesz, és hogy golyó ütötte sérülést kell ellátnia. Alpert közli, maga John mondta el neki, pontosabban szólva ezt majd később fogja megtenni. Miután ellátta a sebet, átad pár instrukciót a kopasznak, mivel nemsokára tovább fog menni az időben. Először is pár óránként tisztítsa ki a sebet, és lehetőleg ne terhelje, a többit majd a Sziget elintézi. Másodszor pedig amikor legközelebb találkozni fognak, Richard nem fogja felismerni, ezért átad neki egy iránytűt (amit a 4x11-ben a kis Locke kiválasztott Richard látogatásakor), amit majd oda kell neki adni, hogy higgyen Johnnak. Harmadszor pedig a Sziget megmentésének módját is közli: mindenkinek, aki elhagyta a Szigetet, vissza kell térnie. Locke értetlenkedik, hiszen úgy tudja, a hajó felrobbant, de Alpert felvilágosítja, hogy a társai biztonságban hazatértek. Egy utolsó dolog: úgy tudja majd rávenni őket a visszautazásra, ha meghal. Ezen kijelentés után a fény újra megjelenik, John pedig átkerül egy másik idősíkba.
A Hattyúnál Juliet elmondja Miles-éknak, hogy mi volt a bunker célja. A beszéd végezte után ők is átélik az újabb időutazást.

## Sziget, 2001 és 2004. szeptember 22. között
Juliet észreveszi, hogy a Hattyú újra a helyén van. James rögtön kap az alkalmon, és a hátsó bejárat felé indul, hogy szerezzen némi ételt, italt és ruhát. Daniel próbálja lebeszélni, mivel Desmond akkor még nem ismerte őt, és az sem biztos, hogy ő van a bunkerben. Ford dörömbölni kezd az ajtón, Faraday pedig üvöltözik vele, hogy nem írhatja át a múltat. Sawyer megragadja a fizikust, és közli vele, tudja, hogy mit nem változtathat meg, hiszen a legjobb barátai felrobbantak a hajón. Juliet is megérkezik, és megkéri az embereket, menjenek vissza a partra, pihenjenek le. Daniel és Charlotte még beszélgetnek egy kicsit. A férfi rémülten veszi észre, hogy szerelme orra vérzik, de aggodalmát palástolja. Előreküldi Lewis-t, mivel ő a táskáját a kráternél hagyta, előbb azt kell visszaszereznie. Amint a nő elindult, elrohan a felszereléséért, és a naplójában kutat adatok után. Aztán visszamegy a bunker hátsó bejáratához, és ő is dörömbölni kezd. Szerencséjére Desmond meghallja, kiront az ajtón, közben fegyvert szegez az idegenre. Dan magyarázkodni kezd, hiszen tudja, hogy nincs sok ideje. Elmondja neki, hogy akiket hátrahagytak, nagy veszélyben vannak, és csak ő képes megmenteni őket, mert ő különleges, rá nem érvényesek a szabályok. Megkéri, hogy menjen Oxfordba az egyetemre, ott pedig keresse fel az anyját. A nevét is mondaná, de a Sziget ismét költözik.

## Külvilág, 2007
Desmond felriad álmából. Penny aggódva kérdezgeti, Des pedig kiböki, hogy a Szigeten volt. A barátnője nyugtatja, hogy csak rossz álom volt az egész. Hume szerint ez nem álom, hanem egy emlék volt. Felsiet a fedélzetre, felhúzza a horgonyt, és közli Penny-vel, hogy indulnak Oxfordba.
|  | Itt a vége a cselekmény részletezésének! |